# Asia Rugby Championship 2015
Die Asia Rugby Championship 2015 war ein Wettbewerb für asiatische Nationalmannschaften in der Sportart Rugby Union. Es handelte sich um die 28. Ausgabe der vom Verband Asia Rugby organisierten Rugby-Union-Asienmeisterschaft. Beteiligt waren 20 Mannschaften, die in drei Divisionen gegeneinander antraten (die dritte war zusätzlich in drei Gruppen unterteilt). Japan gewann zum 23. Mal den Asienmeistertitel.

## Top 3
|    | Land     | Spiele | Siege | Unent. | Ndlg. | Spiel- punkte | Diff. | Bonus- punkte | Tabellen- punkte |
| -- | -------- | ------ | ----- | ------ | ----- | ------------- | ----- | ------------- | ---------------- |
| 1. | Japan    | 4      | 3     | 1      | 0     | 163:40        | + 123 | 3             | 21               |
| 2. | Hongkong | 4      | 1     | 1      | 2     | 64:111        | − 47  | 3             | 11               |
| 3. | Südkorea | 4      | 1     | 0      | 3     | 110:186       | − 76  | 3             | 8                |

5 Punkte für Sieg, 3 Punkte für Unentschieden, 1 Bonuspunkt bei vier oder mehr Versuchen, 1 Bonuspunkt bei Niederlage mit weniger als sieben Zählern Differenz.
Ergebnisse
| 18. April 2015 12:00 KST | Südkorea                                                                                                   | 30 : 56         | Japan | Namdong-Rugby-Stadion, Incheon Zuschauer: 1500 Schiedsrichter: Tim Baker (Hongkong) |
| 18. April 2015 12:00 KST | Versuche: Jang (2) 11. erh., 15. erh. Kim 68. erh. Erhöhungen: Oh (3/3) Straftritte: Oh (3/3) 6., 36., 48. | (20:22) Bericht | Versuche: Hopgood (2) 24. erh., 71. n.erh. Matsui 32. n.erh. Strafversuch 38. Hasketh 46. n.erh. Fujita 53. n.erh. Tamura 62. n.erh. Holani 74. erh. Ives 78. erh. Erhöhungen: Gorōmaru (4/9) Straftritte: Gorōmaru (1/1) 2. | Namdong-Rugby-Stadion, Incheon Zuschauer: 1500 Schiedsrichter: Tim Baker (Hongkong) |

| 25. April 2015 16:00 HKT | Hongkong | 26 : 33        | Südkorea | Hong Kong Football Club Stadium, Hongkong Schiedsrichter: Paul McKay (Singapur) |
| 25. April 2015 16:00 HKT | Versuche: T. McQueen 15. erh. Aikman 45. erh. A. McQueen 56. n.erh. Kam Shing 71. erh. Erhöhungen: McAdam (1/1) Rowark (2/3) | (7:25) Bericht | Versuche: Jang (2) 4. n.erh., 39. n.erh. Bin (2) 10. erh., 25. n.erh. Chang 49. n.erh. Erhöhungen: Oh (1/5) Straftritte: Oh (2/2) 32., 41. | Hong Kong Football Club Stadium, Hongkong Schiedsrichter: Paul McKay (Singapur) |

| 2. Mai 2015 14:00 JST | Japan | 41 : 0         | Hongkong | Prinz-Chichibu-Rugbystadion, Tokio Zuschauer: 8760 Schiedsrichter: Norman Drake (VAE) |
| 2. Mai 2015 14:00 JST | Versuche: Yamada (2) 15. erh., 48. n.erh. Hesketh 27. erh. Thompson 31. n.erh. Tamura 43. n.erh. Holani 64. erh. Fujita 72. n.erh. Erhöhungen: Gorōmaru (3/7) | (19:0) Bericht |          | Prinz-Chichibu-Rugbystadion, Tokio Zuschauer: 8760 Schiedsrichter: Norman Drake (VAE) |

| 9. Mai 2015 JST | Japan | 66 : 10        | Südkorea                                                                | Level-5 Stadium, Fukuoka Zuschauer: 4583 Schiedsrichter: Matthew Rodden (Hongkong) |
| 9. Mai 2015 JST | Versuche: Fukuoka (3) 1. erh., 64. erh., 79. erh. Tatekawa 16. n.erh. Hesketh (2) 24. erh., 60. erh. Gorōmaru 29. erh. Hatakeyama 39. n.erh. Holani 52. erh. Thompson 72. erh. Erhöhungen: Gorōmaru (8/9) | (31:7) Bericht | Versuche: Bin 11. erh. Erhöhungen: Park (1/1) Straftritte: Oh (1/1) 49. | Level-5 Stadium, Fukuoka Zuschauer: 4583 Schiedsrichter: Matthew Rodden (Hongkong) |

| 16. Mai 2015 12:00 KST | Südkorea | 37 : 38         | Hongkong | Namdong-Rugby-Stadion, Incheon Schiedsrichter: Rui Shimizu (Japan) |
| 16. Mai 2015 12:00 KST | Versuche: Jang (2) 11. erh., 22. erh. Bin 17. n.erh. Chang 41. erh. Kim 74. n.erh. Erhöhungen: Oh (3/4) Straftritte: Oh (1/1) 58. Dropgoals: Oh (1/1) 68. | (19:12) Bericht | Versuche: Kam Shing (2) 19. erh., 80.+2 erh. Fenn 38. n.erh. Spitz 62. n.erh. Dywer 71. erh. Hewson 78. erh. Erhöhungen: Rimen (1/2) Rowark (3/4) | Namdong-Rugby-Stadion, Incheon Schiedsrichter: Rui Shimizu (Japan) |

| 23. Mai 2015 16:00 HKT | Hongkong | 0 : 0 * | Japan | Aberdeen Sports Ground, Hongkong Schiedsrichter: Chris Linwood (VAE) |
| 23. Mai 2015 16:00 HKT |          |         |       | Aberdeen Sports Ground, Hongkong Schiedsrichter: Chris Linwood (VAE) |

* Die Partie wurde nach nur 13 Minuten wegen starken Regens abgebrochen und unentschieden gewertet. Dadurch endete auch die seit 35 Spielen andauernde Siegesserie der Japaner bei Asienmeisterschaften.

## Division 1
Halbfinale
| 6. Mai 2015 | Sri Lanka | 35 : 14 | Kasachstan | Philippine Sports Stadium, Bocaue |
| 6. Mai 2015 |           |         |            | Philippine Sports Stadium, Bocaue |

| 6. Mai 2015 | Philippinen | 20 : 17 n. V. | Singapur | Philippine Sports Stadium, Bocaue |
| 6. Mai 2015 |             |               |          | Philippine Sports Stadium, Bocaue |

Spiel um 3. Platz
| 9. Mai 2015 | Kasachstan | 32 : 12 | Singapur | Philippine Sports Stadium, Bocaue |
| 9. Mai 2015 |            |         |          | Philippine Sports Stadium, Bocaue |

Finale
| 9. Mai 2015 | Philippinen | 14 : 27 | Sri Lanka | Philippine Sports Stadium, Bocaue |
| 9. Mai 2015 |             |         |           | Philippine Sports Stadium, Bocaue |

Aus finanziellen Gründen wurde das für den 6. Juni 2015 angesetzte Spiel um den Auf- und Abstieg zwischen Sri Lanka und Südkorea abgesagt. Sri Lanka bleibt in der Division 1 und Südkorea in den Top 3. Außerdem zog sich Kasachstan aus dem Wettbewerb zurück.

## Division 2
|    | Land                         | Spiele | Siege | Unent. | Ndlg. | Spiel- punkte | Diff. | Bonus- punkte | Tabellen- punkte |
| -- | ---------------------------- | ------ | ----- | ------ | ----- | ------------- | ----- | ------------- | ---------------- |
| 1. | Malaysia                     | 3      | 3     | 0      | 0     | 119:30        | + 80  | 2             | 17               |
| 2. | Vereinigte Arabische Emirate | 3      | 2     | 0      | 1     | 88:54         | + 34  | 2             | 12               |
| 3. | Taiwan                       | 3      | 1     | 0      | 2     | 54:86         | − 32  | 0             | 6                |
| 4. | Thailand                     | 3      | 0     | 0      | 3     | 53:135        | − 82  | 1             | 1                |

5 Punkte für Sieg, 3 Punkte für Unentschieden, 1 Bonuspunkt bei vier oder mehr Versuchen, 1 Bonuspunkt bei Niederlage mit weniger als sieben Zählern Differenz.
Ergebnisse
| 10. Mai 2015 | Thailand | 22 : 53 | Vereinigte Arabische Emirate | Petaling Jaya Stadium, Petaling Jaya |
| 10. Mai 2015 |          |         |                              | Petaling Jaya Stadium, Petaling Jaya |

| 10. Mai 2015 | Malaysia | 46 : 13 | Taiwan | Petaling Jaya Stadium, Petaling Jaya |
| 10. Mai 2015 |          |         |        | Petaling Jaya Stadium, Petaling Jaya |

| 13. Mai 2015 | Taiwan | 29 : 24 | Thailand | Petaling Jaya Stadium, Petaling Jaya |
| 13. Mai 2015 |        |         |          | Petaling Jaya Stadium, Petaling Jaya |

| 13. Mai 2015 | Malaysia | 20 : 19 | Vereinigte Arabische Emirate | Petaling Jaya Stadium, Petaling Jaya |
| 13. Mai 2015 |          |         |                              | Petaling Jaya Stadium, Petaling Jaya |

| 16. Mai 2015 | Taiwan | 12 : 16 | Vereinigte Arabische Emirate | Petaling Jaya Stadium, Petaling Jaya |
| 16. Mai 2015 |        |         |                              | Petaling Jaya Stadium, Petaling Jaya |

| 16. Mai 2015 | Malaysia | 53 : 7 | Thailand | Petaling Jaya Stadium, Petaling Jaya |
| 16. Mai 2015 |          |        |          | Petaling Jaya Stadium, Petaling Jaya |

Malaysia steigt in die Division 1 auf, Taiwan und Thailand steigen in die Division 3 ab.

## Division 3
5 Punkte für Sieg, 3 Punkte für Unentschieden, 1 Bonuspunkt bei vier oder mehr Versuchen, 1 Bonuspunkt bei Niederlage mit weniger als sieben Zählern Differenz.

### Ostasien
|    | Land       | Spiele | Siege | Unent. | Ndlg. | Spiel- punkte | Diff. | Bonus- punkte | Tabellen- punkte |
| -- | ---------- | ------ | ----- | ------ | ----- | ------------- | ----- | ------------- | ---------------- |
| 1. | Guam       | 2      | 2     | 0      | 0     | 51:23         | + 28  | 1             | 11               |
| 2. | VR China   | 2      | 1     | 0      | 1     | 64:55         | + 9   | 1             | 6                |
| 3. | Indonesien | 2      | 0     | 0      | 2     | 27:64         | − 37  | 0             | 0                |

| 7. Juni 2015 | Indonesien | 6:17 | Guam | UPH Stadium, Jakarta |
| 7. Juni 2015 |            |      |      | UPH Stadium, Jakarta |

| 10. Juni 2015 | Guam | 34:17 | VR China | UPH Stadium, Jakarta |
| 10. Juni 2015 |      |       |          | UPH Stadium, Jakarta |

| 13. Juni 2015 | Indonesien | 21:47 | VR China | UPH Stadium, Jakarta |
| 13. Juni 2015 |            |       |          | UPH Stadium, Jakarta |

### Westasien
|    | Land      | Spiele | Siege | Unent. | Ndlg. | Spiel- punkte | Diff. | Bonus- punkte | Tabellen- punkte |
| -- | --------- | ------ | ----- | ------ | ----- | ------------- | ----- | ------------- | ---------------- |
| 1. | Libanon   | 2      | 2     | 0      | 0     | 98:11         | + 87  | 1             | 11               |
| 2. | Iran      | 3      | 2     | 0      | 1     | 57:30         | + 27  | 1             | 6                |
| 3. | Jordanien | 3      | 0     | 0      | 3     | 6:120         | − 114 | 0             | 0                |

| 14. April 2015 | Libanon | 71 : 3 | Jordanien | Fouad Shehab Stadium, Jounieh |
| 14. April 2015 |         |        |           | Fouad Shehab Stadium, Jounieh |

| 16. April 2015 | Iran | 49 : 3 | Jordanien | Fouad Shehab Stadium, Jounieh |
| 16. April 2015 |      |        |           | Fouad Shehab Stadium, Jounieh |

| 18. April 2015 | Libanon | 27 : 8 | Iran | Fouad Shehab Stadium, Jounieh |
| 18. April 2015 |         |        |      | Fouad Shehab Stadium, Jounieh |

Es gab keinen Aufsteiger in die Division 2, da keine der Mannschaften Mitglied von World Rugby war. Katar zog sich vor Beginn des Turniers zurück.

### Zentralasien
|    | Land       | Spiele | Siege | Unent. | Ndlg. | Spiel- punkte | Diff. | Bonus- punkte | Tabellen- punkte |
| -- | ---------- | ------ | ----- | ------ | ----- | ------------- | ----- | ------------- | ---------------- |
| 1. | Indien     | 2      | 1     | 0      | 1     | 46:40         | + 6   | 1             | 5                |
| 2. | Usbekistan | 2      | 1     | 0      | 1     | 40:46         | − 6   | 0             | 4                |

| 27. Mai 2015 | Indien | 31 : 8 | Usbekistan | Dustlik, Taschkent |
| 27. Mai 2015 |        |        |            | Dustlik, Taschkent |

| 30. Mai 2015 | Usbekistan | 32 : 15 | Indien | Dustlik, Taschkent |
| 30. Mai 2015 |            |         |        | Dustlik, Taschkent |

Pakistan zog sich vor Beginn des Turniers aus finanziellen Gründen zurück.